# Дзуккерини, Стефано
Стефано Дзуккерини (итал. Stefano Zuccherini, 15 августа 1953 года, Перуджа, Италия — 31 марта 2021 года, там же) — итальянский профсоюзный деятель и политик. Сенатор.

## Биография
Начал свою политическую карьеру в качестве профсоюзного деятеля в FIOM-CGIL в Умбрии, был помощником секретаря организации.
В 1993 году вступил в Партию коммунистического возрождения и стал секретарем Федерации Перуджи.
В 1995 году стал региональным советником и региональным секретарём Умбрии.
В 1999 году вошёл в состав Национального секретариата партии и стал отвечать за трудовую политику. Позже стал президентом Национального политического комитета и комиссаром партии в Реджо-ди-Калабрии.
В 2006 году стал кандидатом и был избран в Сенат по избирательному округу Умбрия; в Законодательном органе был членом комиссии по выборам и парламентской неприкосновенности, вице-президентом 11-й Постоянной комиссии (труд, социальное обеспечение) и членом парламентского комитета по судебному преследованию. После всеобщих выборов 2008 года не был повторно утверждён в парламенте.
Впоследствии продолжил своё членство в Партии коммунистического возрождения, был членом Национального политического комитета партии, также состоял в секретариатах Паоло Ферреро, а затем Маурицио Ачербо, выполнял какое-то время роль регионального комиссара партии.
Скончался 31 марта 2021 года в Перудже от сердечного приступа в возрасте 67 лет.

## Оценки коллег
Жестокость событий, коснувшихся его жизни, не сломила его. Поражение в социальной и политической сторонах не заставило его сдаться. Он знал, что «попытаться снова и снова» — это работа революционера. Стефано Цуккерини продолжал попытки, привнося в свою приверженность той исключительной человечности, которая заставила его любить всё сообщество с момента его первого профсоюзного опыта в CGIL. Он рассказывал, как в большом популярном романе, о своем народе, с которым жил и за который боролся всю жизнь.
Оригинальный текст (итал.)La crudeltà di avvenimenti che ne hanno colpito la vita non lo ha piegato. La sconfitta della propria parte sociale e politica non lo ha indotto alla rinuncia. Sapeva che ‘provare e riprovare’ è il compito del rivoluzionario. Stefano Zuccherini ha continuato a provarci portando nell’impegno quella sua straordinaria umanità che lo ha fatto voler bene da un’intera comunità, fin dalle sue prime esperienze sindacali nella CGIL umbra. Ha raccontato, come in un grande romanzo popolare, la sua gente, quella con cui ha vissuto e per cui ha lottato in tutta la sua vita. 